# Netscape Communications
Cet article concerne l'entreprise. Pour le navigateur Web produit par cette dernière, voir Netscape Navigator.
Netscape Communications (anciennement Netscape Communications Corporation et Mosaic Communications Corporation à ses débuts, communément nommée Netscape) est une entreprise d'informatique américaine qui a été pionnière du World Wide Web avec son navigateur web Netscape Navigator. Créée en 1994, l'entreprise a été rachetée en 1998 par AOL dont elle devint une filiale jusqu'à sa fin en 2003.
Le navigateur de Netscape a été utilisé par plus de 90 % des internautes en 1996, avant la première guerre des navigateurs. À partir du lancement d'Internet Explorer, fourni gratuitement avec Windows, ses parts de marché s'érodèrent régulièrement. Courant juillet 2006, le nombre d'utilisateurs des navigateurs Netscape était inférieur à 1 % et en régression.
La marque Netscape est toujours utilisée, en particulier pour un fournisseur d'accès à Internet bon marché et pour un portail web,. Tom Drapeau, directeur de la marque Netscape pour AOL, fit savoir en décembre 2007 que la compagnie délaisserait les opérations de support et de développement du navigateur à compter du 1er février 2008,.

## Histoire de l'entreprise

### Les premières années
L'entreprise est créée sous le nom Mosaic Communications Corporation le 4 avril 1994 par Marc Andreessen et Jim Clark. Elle était la première entreprise à miser sur le développement d'Internet alors naissant à l'époque.
Le 13 octobre 1994, elle sortit alors le navigateur web Mosaic Netscape 0.9. Ce navigateur fut rebaptisé Netscape Navigator par la suite, et l'entreprise prit également le nom Netscape le 14 novembre 1994 pour éviter les problèmes de détention de nom de marque avec National Center for Supercomputing Applications, où les premiers employés de Netscape avaient créé le navigateur web NCSA Mosaic. Cette version de Netscape est la première à intégrer la fonctionnalité de cookie, introduite par Lou Montulli. À noter que le navigateur Netscape Navigator n'a aucun code source commun avec NCSA Mosaic.
Vendu via le site internet de Netscape, Netscape Navigator connaît alors une diffusion exponentielle. Netscape réussit brillamment son entrée en bourse (IPO) le 9 août 1995, où le cours de son action passa en un jour de 28 à 58,25 $ (en culminant à 75 $), ce qui était pratiquement un record (le cours était à 14 $ l'action ; une décision de dernière minute a doublé l'offre initiale à 28 $ par action). 
9 août 1995: Netscape, qui a 80 % du marché de la navigation, réussit son Introduction en bourse, valorisé 2 milliards de dollars, 25 fois un chiffre d'affaires de 85 millions de dollars avec une perte de 6,61 millions. En 1995 cependant, les revenus de l'entreprise ont doublé chaque trimestre.
Netscape Navigator était fourni sur plusieurs systèmes d'exploitation (Windows 3.1, Windows NT, Mac OS Power PC, Mac OS 68x, Unix, Linux, etc). L'interface de Netscape était identique sur tous ces systèmes. Netscape a ensuite expérimenté plusieurs prototypes d'un système axé sur le Web qui auraient permis à un utilisateur d'accéder à ses fichiers et de les modifier à travers tout le réseau, indépendamment du système d'exploitation et de l'ordinateur utilisé.
Alors qu'en 1993, Bill Gates déclarait n'être pas intéressé par Internet, en juin 1995, plusieurs dirigeants de Microsoft se sont rendus au siège de Netscape pour proposer un partage du marché, Microsoft revendant la version Windows de Netscape [réf. nécessaire] et laissant à Netscape les versions pour les autres systèmes d'exploitation. La proposition fut refusée.
En 1996, le chiffre d'affaires de Netscape est multiplié par quatre, à 346 millions de dollars, débouchant sur un premier bénéfice de 19,52 millions de dollars. 
En réaction, Microsoft développa son propre navigateur web à partir de Mosaic. Selon Eric Sink, ancien développeur de Spyglass, cette version d'Internet Explorer n'était pas basée sur NCSA Mosaic comme on le pense souvent mais sur une version de Mosaic développée par Spyglass. Microsoft le livra dans le pack Microsoft Plus! pour Windows 95, et sortit ensuite plusieurs versions successives d'Internet Explorer, toujours avec Windows. Cette période a été désignée comme étant la guerre des navigateurs. Malgré son avance technique et ses parts de marché, Netscape ne pouvait pas lutter contre un produit que Microsoft donnait – gratuitement – avec Windows. Cette pratique contraire aux règles de libre concurrence a valu à Microsoft un procès à rebondissement et de nombreuses condamnations.
Netscape perd en particulier son allié Apple, qui renonce à utiliser ses produits lors de la paix Apple-Microsoft de 1997, pour sortir de grosses difficultés financières, Microsoft entrant en échange à son capital.
Netscape n'a pu lutter contre cette stratégie d'étouffement. Cependant, l'entreprise a dû faire face aux critiques pour résoudre les bogues présents dans ses produits. Netscape a majoritairement été perçu par l'opinion publique comme étant David contre Goliath, puis cette image s'est ensuite lentement effondrée, en particulier lorsque Netscape a connu son premier mauvais trimestre (fin 1997), puis de nombreux licenciements en janvier 1998.

### L'alliance de mai 1996 avec Oracle et Sun
Le 20 mai 1996 à San Francisco (Californie), un an après son entrée en Bourse Netscape s'allie à IBM, Apple, Sun et Oracle pour lancer une nouvelle génération de machines à mi-chemin entre le PC et le Minitel, dont les capacités de stockage et de traitement des informations seraient réduites, afin de ne pas coûter plus de 2500 francs, et de transférer l'« intelligence » vers le cœur de réseau, pour contrer Microsoft et Intel deux quasi-monopoles qui « accaparent » la valeur ajoutée des PC.
« Les compagnies de téléphone pourraient fort bien les donner gratuitement à leurs abonnés et faire payer seulement les services », déclare Lawrence Ellison, PDG d'Oracle. Selon lui, les japonais NEC, Toshiba, Fujitsu et Hitachi ont « annoncé leur intention de fabriquer ces nouvelles machines, Akai, Nokia et Olivetti devant également s'engager ». France Télécom prévoit de les expérimenter dès qu'ils seront disponibles. L'objectif est de permettre aux entreprises des économies : « au lieu d'intervenir sur chaque PC pour effectuer les opérations de maintenance et les mises à jour », elles n'auraient plus qu'à agir sur les serveurs. Alors qu'IBM et Apple étaient alors en perte de vitesse, Oracle et Sun Microsystems semblaient les piliers et les initiateurs de cette alliance, qui ne peut que doper les serveurs rapides et les bases de données innovantes. 
Sun Microsystems martèle en particulier le slogan, « The network is the computer », plusieurs fois traduit dans le mauvais sens par la presse française,, promu par John Gage, son directeur scientifique et par Hubert Zimmermann,, cofondateur depuis 1986, avec Michel Gien, son ex-collègue du réseau Cyclades, de la société de logiciels Chorus systèmes, spécialiste des "micro-noyaux" Unix assez simples pour être polyvalents, rachetée en septembre 1997 par Sun Microsystems.
Ce même 20 mai 1996 à San Francisco, Oracle déclare qu'Intel pourrait bientôt rejoindre l'alliance, mais en attendant, les microprocesseurs viendraient de Digital Equipment Corporation, Motorola et Cirrus. 
Microsoft dénonce cette perspective en estimant que la faible vitesse d'acheminement d'informations sur les réseaux, y compris Internet, « limitera les performances graphiques par exemple ». Au cours de l'été qui suit, les gammes Pentium et Windows NT forcent la cadence de leur expansion, en utilisant un nouveau canal de distribution, le fabricant de PC à la demande Dell Computer, qui va passer dans les 4 années suivantes de la 6e à la 1re place mondiale, en promouvant les grappes de petits serveurs et de PC sous Windows NT dans les entreprises.
Un an après, Le Monde observe en mai 1997 que grâce au langage de programmation Java développé par Sun Microsystems et au logiciel de navigation Netscape, « le concept du Network Computer commence à séduire de nombreux développeurs de logiciels », pour contrer le duopole Microsoft-Intel, souvent baptisé Wintel, qui domine le marché mondial « de façon écrasante » plus encore qu'un an avant.
Le Monde note cependant que cette architecture n'est « pas sans rappeler celle des fameux terminaux passifs reliés à un ordinateur central », très répandue dans les années 1970 et les années 1980, mais que les progrès de l'électronique depuis dotent beaucoup mieux ces postes de travail (écran couleur, interface graphique, souris...), seule l'enregistrement des données sur un bloc de serveur alloué pouvant être réellement avantageuse et utilisable par les internautes, à condition que les débits sur Internet approchent deux des lignes numériques (RNIS). 
Cependant, le succès de Sun, dirigé par Scott McNealy, grâce au langage Java, auprès des développeurs du monde entier est tel que Microsoft annonce en mai 1997 un virage à 180 degrés en présentant à Las Vegas sa propre offre d'ordinateur de réseau, à rebours de toutes ses déclarations précédentes, dans lesquelles il qualifiait le NC de « terminal stupide ».

### Vers l'open source
Janvier 1998 fut aussi le mois pendant lequel Netscape a commencé son projet open source nommé Mozilla. Sachant qu'Internet Explorer était devenu le navigateur web dominant du marché, Netscape décida d'ouvrir au public le code source dans l'espoir qu'il finirait par devenir un projet open source populaire. Le code fut placé sous la licence NPL (Netscape Public License), qui était similaire à la licence publique générale GNU (GNU GPL) mais permettait à Netscape de continuer à publier des produits propriétaires contenant le code ouvert au public.
Cette évolution intervint à partir de la version 4.0, qui connaît un autre changement : Netscape Navigator est intégré dans une suite logicielle nommée Netscape Communicator. Cette suite se compose de Netscape Navigator, de Netscape Messenger (en) (un logiciel de messagerie), de Netscape Adress Book (un gestionnaire d'annuaire), et de Netscape Composer (un composeur de pages HTML). Les deux produits sont intégrés dans une interface unifiée. Le tout prenant le nom de Netscape Communicator 4.0. Après avoir ouvert le code de Communicator 4.0, Netscape s'est concentré par la suite à Communicator 4.5 et à l'amélioration des fonctionnalités destinées aux entreprises et à la messagerie électronique.
Bien qu'il s'agisse d'une première version de Netscape Communicator, elle portait le numéro 4.0 pour apparaître comme la suite de Netscape Navigator 3.0. Le résultat était évidemment plus lourd que Netscape Navigator seul, avec les problèmes de conception et de maintenance qui vont avec. Et le projet open source était ralenti par ce code source. C'est pourquoi le développement open source a franchi une nouvelle étape : elle s'est appuyée sur le moteur de rendu Gecko récemment bâti. Le nouveau navigateur avait une architecture bien plus modulaire que Communicator 4.0 et était donc plus facile à développer avec un grand nombre de programmeurs. Il proposait également une interface utilisateur nommé XUL permettant le développement d'une seule interface fonctionnant à la fois sur Windows, Linux et Macintosh.
En mai 1998, le département de la Justice des États-Unis poursuivit Microsoft pour violation de la loi antitrust. Netscape n'était pas un plaignant dans cette affaire, mais ses dirigeants y étaient convoqués et apportèrent au dossier des éléments significatifs et probants, dont toute la discussion nommée « Bad Attitude » (mauvaise attitude) au forum de discussion interne.
En octobre 1998, Netscape a racheté l'annuaire web NewHoo pour la somme d'un million de dollars, l'a rebaptisé l'Open Directory Project (littéralement « projet d'annuaire ouvert ») et a soumis sa base de données à une licence d'œuvre libre.

### Le rachat par AOL
Le 24 novembre 1998, AOL a annoncé qu'il rachèterait Netscape Communications pour une valeur d'échange sans taxe  de 4,2 milliards de dollars (au moment de l'annonce). Cette fusion a fait rire bon nombre de ceux qui pensait que les deux entreprises étaient incompatibles culturellement. Ce fut notamment le cas de Jamie Zawinski, développeur de Netscape de longue date, qui a fait part d'une critique importante. AOL était un éditeur de presse qui était fournisseur d'accès et de contenu (site d'information en ligne). Comme tous les fournisseurs d'accès d'alors, fournir un navigateur web lui était incontournable. Le rachat de Netscape permettait à AOL de livrer son propre navigateur et d'éviter de passer un marché avec Microsoft pour distribuer Internet Explorer. D'autres ont cru qu'AOL était intéressé par Netcenter (les propriétés web de Netscape) qui attirait une bonne partie du trafic mondial. Finalement, la majorité des produits serveurs de Netscape ont été dérivés pour former iPlanet, une entreprise commune à AOL et Sun Microsystems.
Le 14 novembre 2000, AOL a sorti Netscape 6 basé sur le code source de Mozilla 0.6 (le chiffre 5 ayant été sauté). Malheureusement, Mozilla 0.6 était encore loin d'être stable, et donc Netscape 6 a eu pour effet d'éloigner des utilisateurs de la marque Netscape. Ce n'est pas avant août 2001 que Netscape 6.1 est apparu, basé sur Mozilla 0.9.2 qui était bien plus robuste. Un an après, Netscape 7.0 est sorti, basé sur le noyau de Mozilla 1.0.

### Dissolution de l'entreprise
Après l'affaire antitrust de Microsoft qui avait montré que cette dernière avait abusé de sa position de monopole, AOL a poursuivi l'entreprise avec demande de réparation des préjudices et obtenu en mai 2001 que Microsoft paie 750 millions de dollars à AOL et fasse part de certaines de ses technologies, dont une licence permettant à AOL d'utiliser et de distribuer Internet Explorer sans frais pendant sept ans, ce qui a été considéré comme étant le coup de grâce pour Netscape.
Le 15 juillet 2003, Time Warner (anciennement AOL Time Warner) a dissous Netscape. La plupart de ses programmeurs ont été licenciés, et le logo de Netscape a été retiré du bâtiment. Cependant le 18 août 2004, AOL a sorti le navigateur Netscape 7.2 (développé par AOL plutôt que par l'équipe de Netscape).
Le 12 octobre 2004, AOL a fermé Netscape DevEdge, site web populaire des développeurs de Netscape (littéralement le nom du site signifie « le coin des développeurs de Netscape »). DevEdge était une ressource importante pour les technologies liées à Internet, qui maintenait la documentation définitive du navigateur Netscape, ainsi que celles associées aux technologies comme le HTML et le JavaScript, et également des articles écrit par des maîtres de l'industrie et des technologies comme Danny Goodman. Certains documents de DevEdge ont été republiés sur le site web de Mozilla Foundation.

### Résurrection
Le projet RockMelt serait une réapparition du navigateur Netscape.

## Netscape de 2004 à 2008
La marque et le navigateur Netscape continuèrent à être utilisés par AOL, bien que son développement ait été confié à l'entreprise canadienne Mercurial Communications. Le portail Netscape.com demeura tout aussi actif. L'apparence a d'ailleurs été entièrement revue le 17 janvier 2005 pour coller à celle du navigateur Netscape 8, et en juin 2006, le portail a de nouveau reçu une nouvelle apparence similaire à un site de news comme Digg. Un autre usage notable de la marque Netscape est celui du FAI à prix compétitif lancé par AOL. Le téléchargement des versions antérieures fut d'ailleurs toujours disponible. Dans ses dernières années d'exploitation, le navigateur ne récoltait plus qu'une infime partie des statistiques internautes de fréquentations.

### Netscape aujourd'hui
Aujourd'hui, AOL a cessé d'utiliser la marque Netscape depuis qu'elle a mis fin au support du navigateur en février 2008. Même si le navigateur demeure toujours disponible au téléchargement, le portail Netscape fut incorporé à celui d'AOL. 
Le navigateur Mozilla, renommé Firefox, conserve l'apparence et les fonctionnalités d'origine. Pour les nostalgiques, certains thèmes et extensions permettent aux utilisateurs de Firefox d'habiller leur navigateur dans les couleurs de Netscape.
Netscape Communicator à quant à lui vu son code, dans sa version 5.0, ouvert au public. Son successeur chez Mozilla est la Suite Mozilla, aujourd'hui projet indépendant développé par la communauté appelé SeaMonkey.

## Navigateur

### Les premières versions de Netscape Navigator

#### Netscape Navigator (versions 1.0–4.08)
Netscape Navigator a été le nom du navigateur web de Netscape de la version 1.0 à 4.8. Les premières versions beta du navigateur sont sorties en 1994 sous le nom de Mosaic, puis Mosaic Netscape, et finalement Netscape Navigator en raison de problèmes juridiques avec le NCSA (National Center for Supercomputing Applications, centre de recherche américain qui est à l'origine du navigateur NCSA Mosaic et chez qui bon nombre des fondateurs de Netscape avaient travaillé). Le nom de l'entreprise Mosaic Communications Corporation a également été changé pour Netscape Communications Corporation.
À cette époque le navigateur était le plus avancé parmi ceux existant et est donc très rapidement devenu un succès, détrônant ainsi NCSA Mosaic en quelques mois et dominant du coup le marché bien qu'étant encore à l'état de bêta. C'est d'ailleurs à cette époque que le mot navigateur (calqué sur navigator) a lentement commencé à être utilisé en français pour désigner un tel programme, alors que jusqu'à présent, c'était le terme anglais browser qui était largement utilisé.
Le nombre de fonctionnalités de Netscape et ses parts de marché ont continué à augmenter rapidement après la sortie de la version 1.0. La version 2.0 a apporté un lecteur de mail appelée Netscape Mail, transformant ainsi le simple navigateur web Netscape en une suite internet. Pendant cette période, la suite était appelée Netscape Navigator.
La version 3.0 de Netscape (la première bêta avait pour nom de code « Atlas ») a été la première version à devoir faire face à une concurrence sérieuse dont notamment la version 3.0 d'Internet Explorer de Microsoft. Cependant Netscape a facilement relevé le défi de Microsoft et a su rester le numéro un des navigateurs pendant cette période.

#### Netscape Communicator (versions 4.0–4.8)
À l'arrivée de Netscape 4, la suite Internet qui était jusque-là appelée Netscape Navigator, comme le navigateur qu'elle contenait a été renommé Netscape Communicator pour éviter les confusions.
Après avoir sorti 5 versions avancées de 1996 à 1997, Netscape a sorti la version finale de Netscape Communicator en juin 1997. Cette nouvelle version, plus ou moins basée sur le code de Netscape Navigator 3, mettait à jour et apportait de nouvelles fonctionnalités. La nouvelle suite fut un succès, bien que la concurrence d'Internet Explorer 4.0 s'accentuait (qui avait, à cette époque, un moteur HTML bien meilleur) et que le noyau du navigateur était dépassé. La suite Communicator se composait de Netscape Navigator, Mozilla Mail & Newsgroups, Netscape Address Book et Netscape Composer (un éditeur HTML).
En octobre 1998, la version 4.5 de Netscape Communicator sort. Cette nouvelle version apportait diverses améliorations de fonctionnalités, en particulier, celle du composant Mail/Newsgroups, mais rien concernant le code du navigateur (qui, du point de vue de la fonctionnalité, était basiquement le même que la version 4.08). Seulement un mois plus tard, l'entreprise Netscape Communications Corporation fut rachetée par AOL.
En janvier 1998, Netscape Communications Corporation annonce que toutes les futures versions de leur logiciel seront gratuites et développées par une communauté open source, Mozilla. Netscape Communicator 5.0 est annoncé (nom de code : Grommit). Cependant, un temps important s'est écoulé jusqu'à la nouvelle version majeure et ainsi Communicator a mal vieilli durant ce temps pendant lequel il continuait à être utilisé. Finalement, la version 4 d'Internet Explorer apporta une gestion des technologies HTML 4, CSS, Document Object Model, et ECMAScript bien meilleure, puis la version 5.0 d'IE plus à jour lui a donné la première place du marché. En novembre 1998, le développement de Netscape 5.0 a été annulé en faveur d'un nouveau programme repartant entièrement de zéro.

### Les versions sur lesquelles Mozilla s'est basé pour son navigateur

#### Netscape 6 (versions 6.0–6.2.3)
En 1998, un groupe non officiel nommé la Mozilla Organization (l'organisation Mozilla) s'est formée grâce en grande partie aux financements de Netscape (la grande majorité des programmeurs travaillant sur le code étaient payés par Netscape) pour coordonner le développement de Netscape 5 (nom de code : Grommit) qui serait basé sur le code source de Communicator. Cependant, ce dernier datant quelque peu, il était devenu difficilement gérable et donc la décision de reprendre intégralement le code source de zéro a été prise. Ce nouveau code source ainsi réécrit était de la forme du code source du navigateur Mozilla. Netscape 6 qui était basé sur ce nouveau code source, a simplement apporté quelques ajouts.
Cette décision fut synonyme d'un report important de la prochaine version majeure du navigateur Netscape. Entretemps, l'entreprise Netscape a été rachetée par AOL qui, sous la pression du Web Standards Project, a forcé cette jeune organisation à sortir Netscape 6.0 en 2000. La suite se composait là encore de Netscape Navigator et des autres composants de Communicator, mais aussi de Netscape Instant Messenger, une version intégrée d'AOL Instant Messenger. Cependant, il était clair que Netscape 6 n'était pas encore prêt à sortir et il s'est ainsi avéré être un échec. Il était basé sur Mozilla 0.6, qui n'était encore prêt à être utilisé par le grand public à cause de bogues importants qui faisaient planter le programme ou bien ralentissaient de façon notable l'obtention du rendu des pages.
En revanche, les dernières versions de Netscape 6 avaient bien été améliorées (en particulier les versions 6.2.x qui ont été considérés comme étant de bonnes versions). Malgré ces efforts, le navigateur a tout de même bien lutté pour avoir un certain impact au sein d'une communauté déçue.

#### Netscape (versions 7.0–7.2)
La version 7.0 de Netscape (basée sur Mozilla 1.0.1), sortie en août 2002, a été la continuation directe de Netscape 6 avec des composants très similaires. Cette version a réussi à attirer quelques utilisateurs mais est tout de même restée le navigateur d'une minorité. L'un des problèmes étant que Mozilla lui-même était un concurrent important. De plus, AOL avait décidé de désactiver la fonctionnalité anti-popup de Mozilla dans Netscape 7.0, ce qui a été perçu comme un outrage par la communauté. AOL a retenu la leçon, et a autorisé sa filiale Netscape à réintégrer la fonction dans la version suivante (7.01). Netscape avait également sorti une nouvelle version de sa suite « désAOLisé » (sans les extensions habituellement apportées par AOL). La version 7.1 de Netscape (basée sur Mozilla 1.4 et ayant pour nom de code « Buffy ») est sortie en juin 2003.
En 2003, AOL a fermé sa filiale Netscape et licencié les employés. C'est à ce moment que la Mozilla Organisation pour pouvoir continuer d'exister est devenu la Mozilla Foundation, fondation que bon nombre des anciens employés de Netscape ont rejointe. AOL a continué à développer Netscape de façon interne, mais comme peu de personnes ont travaillé dessus, peu d'améliorations y ont été apportées.
La dernière version de Netscape basée sur Mozilla est sortie un an plus tard, en août 2004 (il s'agissait de la 7.2 basée sur Mozilla 1.7.2).

### Les versions basées sur Mozilla Firefox

#### Netscape Browser (version 8.0-8.1.3)
Les dernières versions du navigateur Netscape développées par AOL depuis début 2005 sont désormais appelées Netscape Browser. Étant donné le succès rencontré par le navigateur Firefox (version réécrite de Mozilla par la Mozilla Foundation), c'est sur ce dernier qu'AOL a choisi de se fonder pour développer son propre navigateur. Ce dernier n'est plus une suite internet complète comme auparavant, mais un simple navigateur web. Parmi les décisions d'AOL ayant fait du bruit, on retrouve notamment le fait qu'AOL a choisi de développer son navigateur uniquement pour Microsoft Windows (ce qui est encore le cas actuellement) et qu'il comporte deux moteurs de rendu : Gecko (comme dans les versions précédentes) et Trident (le moteur de rendu d'Internet Explorer).
Le développement de Netscape Browser est assuré par Mercurial Communications.

#### Netscape Navigator (version 9.0)
Netscape a confirmé le 23 janvier 2007 que les versions 8 de Netscape Browser seraient suivies d'une nouvelle version du navigateur, Netscape Navigator 9. Incluant de nouvelles fonctionnalités telles que le support des flux RSS, une intégration plus poussée avec le portail internet Propeller, ainsi que des méthodes avancées de discussion et d'évaluation des pages web, cette version marque le retour du support multiplateforme au travers de Windows, Linux et Mac OS X. Tout comme Netscape version 8.x, cette version est fondée sur le populaire Firefox (version 2.0), et supporte ainsi toutes ses extensions. Pour la première fois depuis 2004, le navigateur est développé en interne par sa propre équipe de développement.
Une première version bêta est sortie le 5 juin 2007. La version finale est disponible depuis le 15 octobre 2007.

#### Netscape Messenger (version 9.0)
Il y eut plusieurs publications de développement nommées Netscape Messenger. Le logiciel de courrier de la marque de Netscape qui avait été arrêté en août 2004 a subi une renaissance 3 ans après. La version 9 soutient la fonction prolongée du navigateur 9 semblable, faisant une légère surcouche de Thunderbird 2.0.0.x. La fonction registre d'adresse d'AOL a été ajoutée.

## Netscape.com
Après le rachat par AOL, Netscape.com était devenu un portail web générique composé d'un moteur de recherche et de quelques autres fonctionnalités comme une messagerie web et My Netscape qui fonctionnait grâce au service ScreeName d'AOL.
En juin 2006, le site a été entièrement revu pour devenir un agrégateur de news social, similaire à Digg. Le principal développeur du site était Alex Rudloff et il était maintenu par Jason Calacanis, PDG de Weblogs, Inc., jusqu'à ce qu'il quitte AOL en novembre 2006. Les lecteurs peuvent voter pour choisir quelles histoires sont affichées sur la page d'accueil et peuvent également les commenter.

## Netscape Internet Service
AOL propose un fournisseur d'accès à Internet à bas prix sous la marque Netscape dont le principal concurrent est NetZero.
La publicité de ce FAI vise généralement un public jeune (le plus souvent les étudiants des universités ou les jeunes diplômés) n'ayant que peu de moyen pour obtenir une connexion internet. L'ensemble des services proposé par le FAI Netscape sont très basiques, une simple connexion internet avec simplement quelques fonctionnalités.

## Liste des produits
Outre son logiciel et sa suite internet, la société commercialise des serveurs HTTP, dont une version sécurisée intégrant pour la première fois SSL. C'est également Netscape qui est à l'origine de LDAP et JavaScript, qui est utilisé tant dans ses navigateurs que dans ses serveurs.
L'entreprise comptait sur les ventes de son Netscape Commerce Server comme source de revenus : mais la concurrence de NCSA HTTPd, Apache HTTP Server puis Microsoft Internet Information Services (IIS) était trop forte. On peut noter que Microsoft intégra IIS à la version serveur de Windows NT tout en changeant la licence des versions non serveur de Windows NT pour interdire son utilisation avec un serveur web, comme celui de Netscape.